# Santiago Cañizares
José Santiago Cañizares Ruiz, španski nogometaš, * 18. december 1969, Madrid, Španija.
Cañizares je nekdanji vratar, ki je zbral 46 nastopov za špansko nogometno reprezentanco in bil član moštva na treh svetovnih in treh evropskih prvenstvih, večinoma kot rezervni vratar. V članski karieri je 20 let nastopal pri več španskih klubih. V tamkajšnji prvi ligi je kot član Reala Madrida, Celte in Valencie zbral 420 nastopov. Najbolj znan je po desetih sezonah pri Valencii, s katero je osvojil dva naslova španskega prvaka in naslov v Pokalu UEFA ter dvakrat nastopil v finalu Lige prvakov.

## Klubska kariera
Cañizares je bil dolga leta član Reala Madrida, ki se mu je priključil kot najstnik leta 1985. Tri leta kasneje je postal član tretjega moštva, hkrati pa tudi eden rezervnih vratarjev članskega moštva. V sezoni 1989/1990 je bil prvi vratar drugega moštva Reala Madrida, znanega kot Castilla, ter je nastopil na 35 tekmah v drugi ligi. Tudi v naslednjih dveh sezonah je igral v drugi ligi, saj je bil izposojen moštvoma Elche oziroma Mérida. Član Reala Madrida je bil do poletja leta 1992, vendar ni nastopil na nobeni tekmi v prvi ligi.
S prestopom k Celti iz Viga je prvič dobil priložnost nastopati v prvi ligi, saj je bil od začetka sezone 1992/1993 prvi vratar tega moštva. V dveh sezonah je zbral 74 nastopov v prvi ligi, nato pa se je poletja leta 1994 vrnil v Real Madrid. V naslednjih štirih sezonah je bil večinoma rezervni vratar, le v sezoni 1997/1998 je nekaj časa dobil priložnost kot prvi vratar. Takrat je nastopil na 26 od 41 prvenstvenih tekem, ki jih je odigral pri madridskem klubu, vendar se je proti koncu sezone vrnil Bodo Illgner, ki je nastopil tudi v finalu Lige prvakov 1998, ko je Real premagal Juventus z 1:0.
Kmalu zatem je Cañizaresa najela Valencia, ki je po upokojitvi Andonija Zubizarrete iskala novega prvega vratarja. Cañizares je bil član Valencie v naslednjih desetih sezonah oziroma do konca svoje igralske kariere leta 2008. Kot prvi vratar je pripomogel moštvu k dvema zaporednima finaloma Lige prvakov v letih 2000 in 2001, dvema naslovoma španskega prvaka v letih 2002 in 2004 ter naslovu v Pokalu UEFA leta 2004.
Cañizares je položaj prvega vratarja Valencie izgubil šele v sezoni 2007/2008, ko so v moštvo pripeljali deset let mlajšega Nemca Tima Hildebranda. Sprva je do decembra 2007 zbral osem nastopov v domačem prvenstvu ter odigral štiri od šestih tekem v Ligi prvakov, nato pa ga je trener Ronald Koeman črtal s seznama kandidatov za nastope na tekmah ter se je vrnil šele po odhodu Nizozemca aprila 2008, ko je Valencii grozilo izpadanje v drugo ligo. Cañizares je nastopil namesto Hildebranda na dveh od zadnjih petih tekem sezone ter pripomogel moštvu k dvema zmagama in zagotovitvi ostanka v prvi ligi. Kmalu zatem je po dvajsetih letih končal svojo člansko kariero.
V španski prvi ligi je zbral 420 nastopov, od česar je 305 prvenstvenih tekem odigral kot vratar Valencie.

## Reprezentančna kariera
Cañizares je bil član španskega moštva, ki je osvojilo zlato medaljo na nogometnemu delu poletnih olimpijskih iger leta 1992. Za špansko A-reprezentanco je debitiral 17. novembra 1993 na zadnji kvalifikacijski tekmi za Svetovno prvenstvo 1994 proti Danski. Takrat je prvi vratar Andoni Zubizarreta prejel rdeči karton v prvem polčasu, Cañizares pa se je kot rezervni vratar odlično znašel, saj je ubranil več strelov Dancev ter pripomogel Španiji k zmagi z 1:0 in zagotovitvi uvrstitve na zaključno tekmovanje v Združenih državah Amerike, kjer je dobil priložnost nastopiti na prvi tekmi svojega moštva, ko je Zubizarreta zaradi omenjenega rdečega kartona prestajal prepoved nastopa na eni tekmi. Cañizares je bil na seznamu igralcev španske reprezentance tudi na Evropskem prvenstvu 1996 in Svetovnem prvenstvu 1998, vendar ni nastopil na nobeni tekmi, saj je bil prvi vratar Zubizarreta. Priložnost je dobil na Evropskem prvenstvu 2000, kjer je nastopil na treh od štirih tekem svojega moštva. Na seznamu igralcev španske izbrane vrste je bil še na Evropskem prvenstvu 2004 in Svetovnem prvenstvu 2006, vendar je bil na obeh tekmovanjih prvi vratar Iker Casillas, Cañizares pa je nastopil le na eni tekmi Svetovnega prvenstva 2006. Po tem tekmovanju je s 46 nastopi zaključil svojo kariero v reprezentanci.